# Sigapatella spadicea
Sigapatella spadicea är en snäckart som beskrevs av Boshier 1961. Sigapatella spadicea ingår i släktet Sigapatella och familjen toffelsnäckor. Inga underarter finns listade i Catalogue of Life.